# Перламутровка ангарская
Перламутровка ангарская (лат. Boloria angarensis) — вид бабочек из семейства нимфалид. Длина переднего крыла 18—25 мм.

## Происхождение названия
Angarensis (топонимическое) — ангарская.

## Ареал
Северо-восток европейской части России, северная часть Урала, Сибирь, Дальний Восток, Монголия, Северная Корея, Сахалин.
На равнинах европейской части России вид встречается изолированными популяциями, является локальным и редким. На Полярном Урале в некоторые годы нередок, на Приполярном Урале — местами обычен.
В равнинной части европейского ареала бабочки встречаются на мохово-кустарничковых олиготрофных болотах, в предгорьях и межгорных ущельях — луговинных тундрах и злаково-разнотравных лугах, разреженных травянистых лиственничниках.

## Биология
За год развивается в одном поколении. Время лёта отмечается в июле. Бабочки преимущественно держатся участков с обильно цветущей растительностью, кормятся на цветках горца, астрагалов, багульнике. Не исключена возможность двухгодичного цикла развития. Кормовое растение гусениц — черника.